# Голубі озера (Чернігівська область)
Голубі озера іноді Блакитні озера — озера в Ріпкинському районі Чернігівської області. Розташовані за 500–1000 м на схід від залізничної станції Грибова Рудня поблизу села Олешня. Складаються з 3 озер. Популярне місце відпочинку  чернігівців і місцевих жителів.  

## Виникнення
Озера являють собою кар'єри, які з часом наповнилися джерельною водою.
Кар'єри — результат видобутку кварцового піску для потреб промисловості з виготовлення скловиробів.
Вода в озерах дуже чиста. Вона ніколи не застоюється через те, що підземні джерела постійно підтримують однаковий рівень води. Дно кожного озера вкривають поклади кварцового піску, який використовується у скловарному виробництві. Такий пісок відрізняється від звичайного як властивостями, так і кольором, надаючи воді яскраво блакитного кольору. Звідси виникла назва «голубі», тобто блакитні. 

## Флора та фауна
Озера розташовані переважно в сосновому лісі. Зустрічаються берези та акації.

## Пляжі
Береги обривисті, але є 5 пляжів з досить пологим спуском до води.

## Велике озеро
Найбільше озеро — Велике. Має глибину близько 18 м і площу 20 гектарів. На озері Великому розташований туристичний комплекс «Голубі озера».

## Музичний фестиваль
На озері Велике проводиться музичний фестиваль. У 2016 році пройшов V Міжнародний фестиваль авторської пісні та свято Івана Купала.

## Інші заходи
У червні 2014 року на Голубих озерах проходив триденний табір молодіжного активу Чернігівщини. У заході взяли участь близько 250 учасників. Організував табір Департамент сім’ї, молоді та спорту облдержадміністрації Чернігівської області.
Туристи розкладають намети просто на берегах озер, рідше зупиняються в садибах місцевих мешканців, часто розрахованих на зелений туризм. На березі працює відкрите кафе з диско-майданчиком, де влітку, особливо на свята (День Конституції, День Незалежності), коли озера відвідує найбільша кількість туристів, влаштовують мінідискотеки. На залізничній станції Грибова Рудня та в селі Олешня є магазини, де можна купити харчі та напої. На березі можна орендувати човни та катамарани для водних прогулянок.

## Галерея

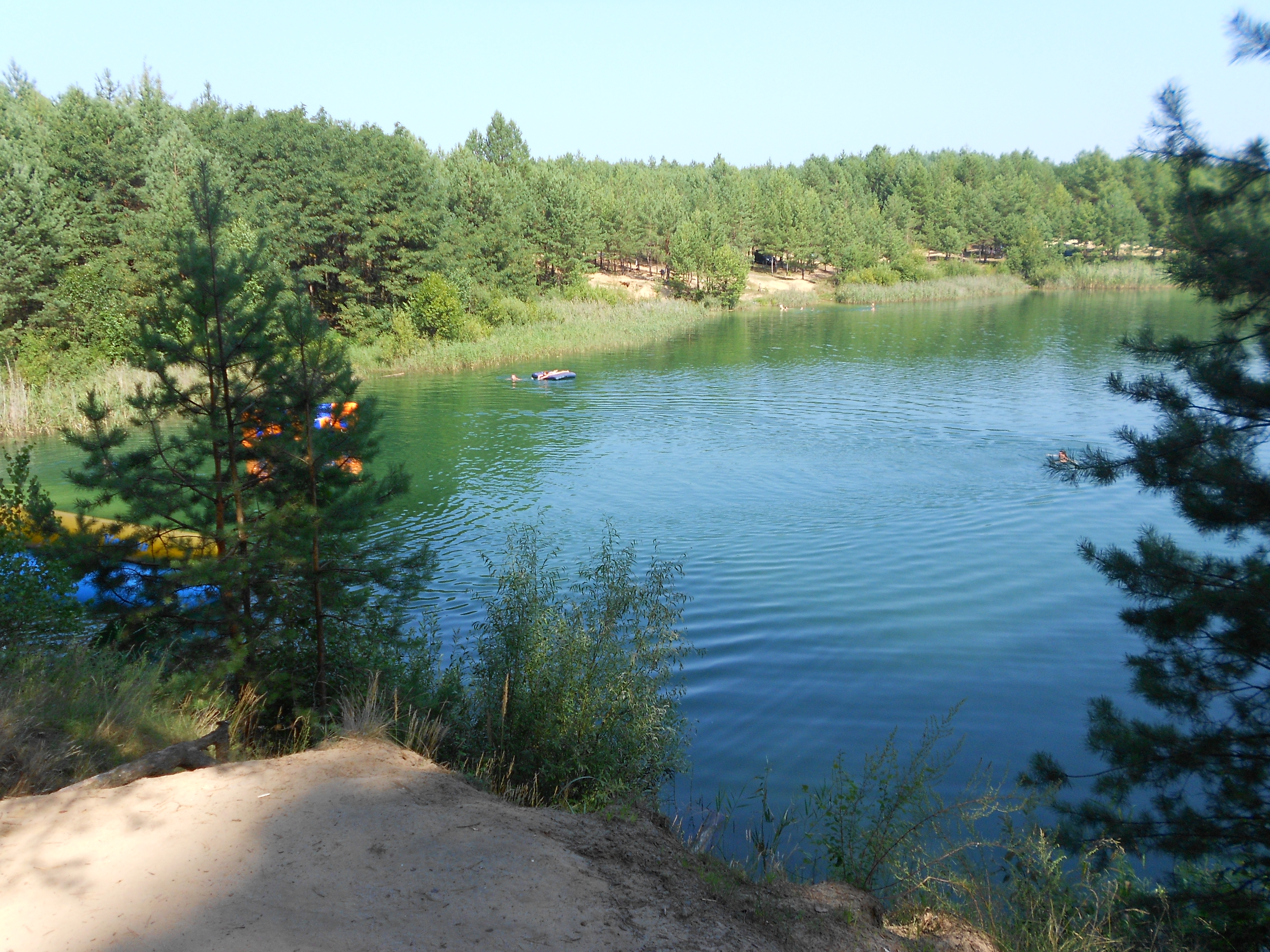
озеро Велике, Голубі озера, 2013, Чернігівщина, станція Грибова Рудня
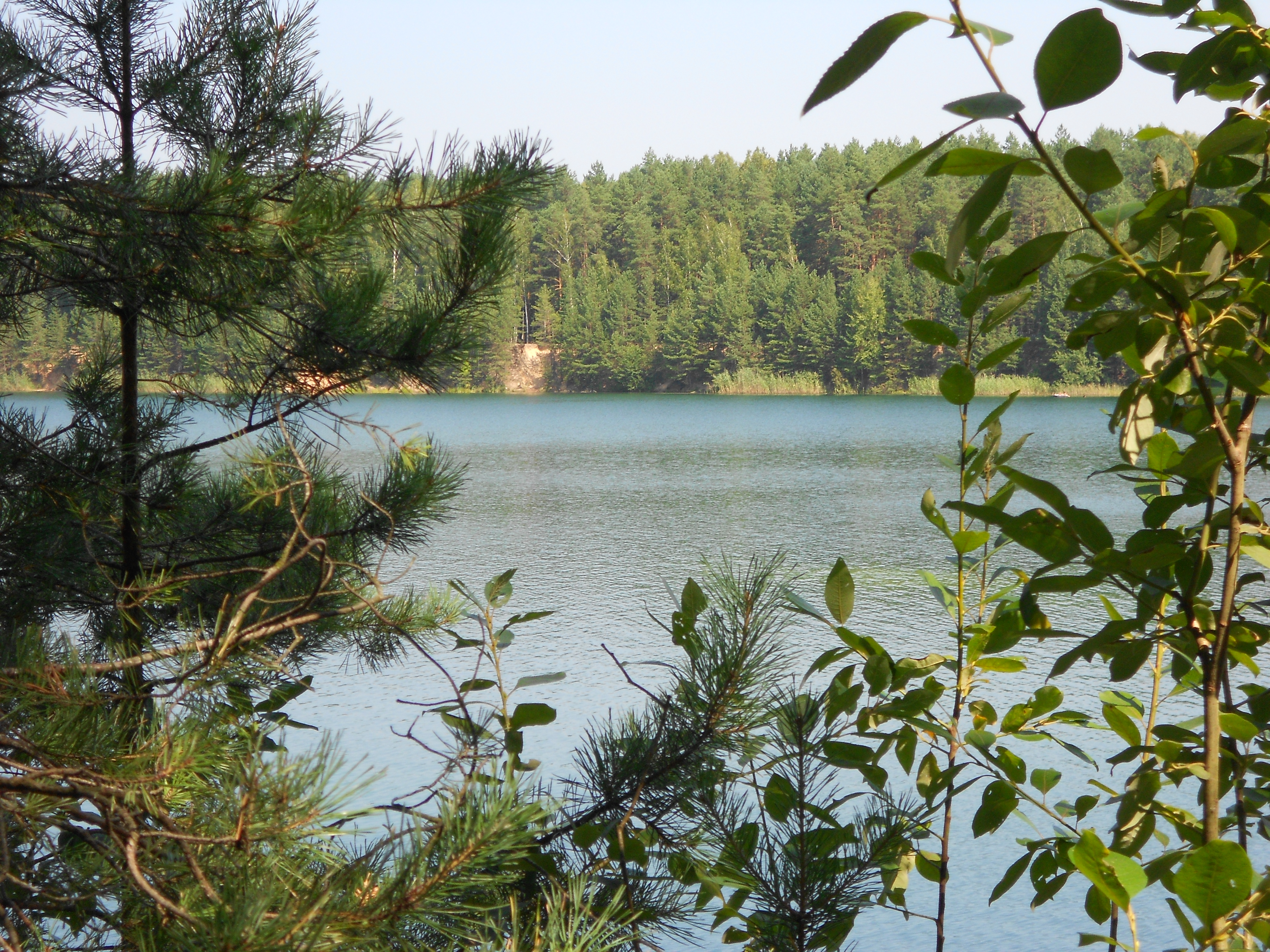
центр озера
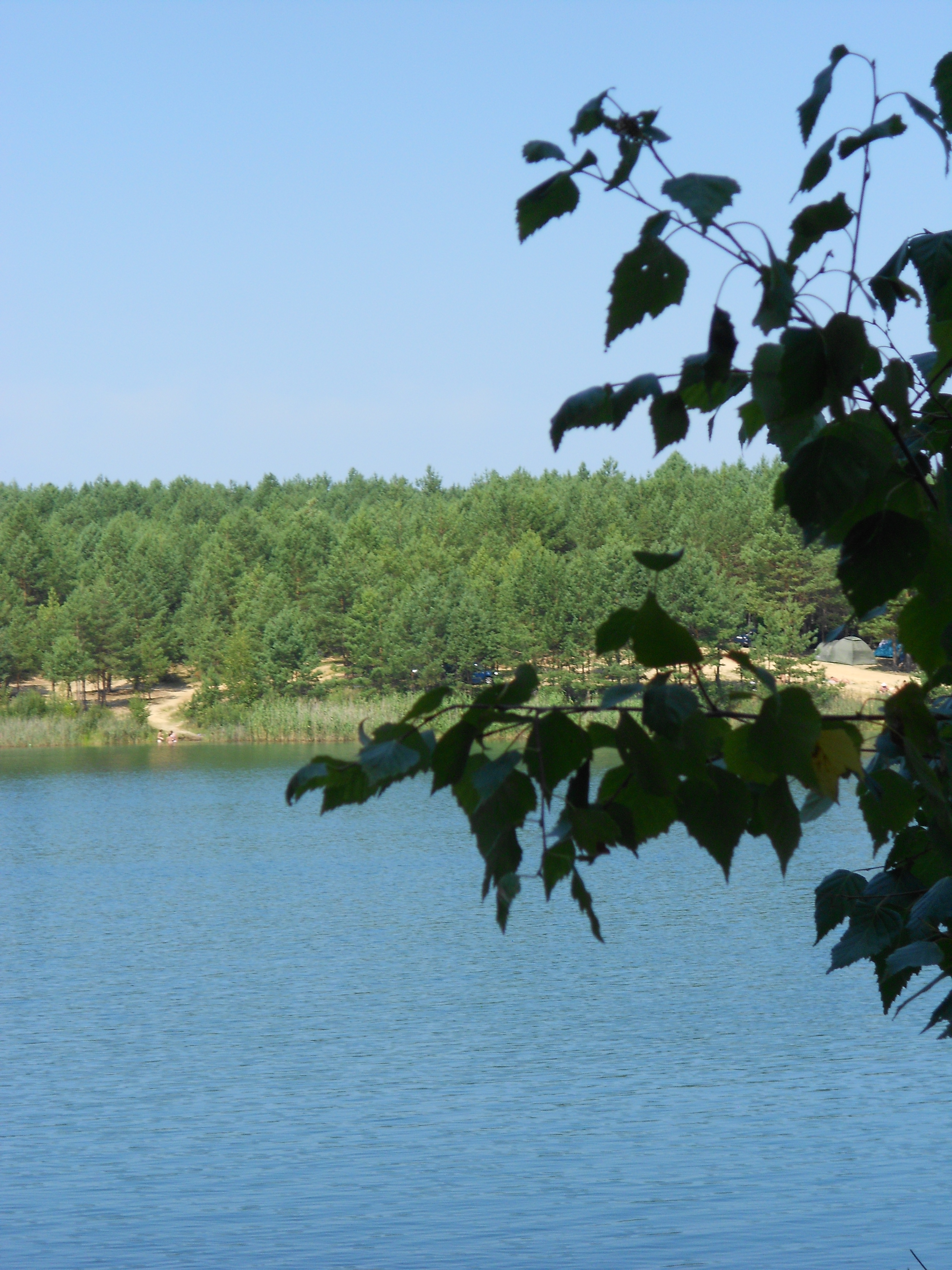
центр озера
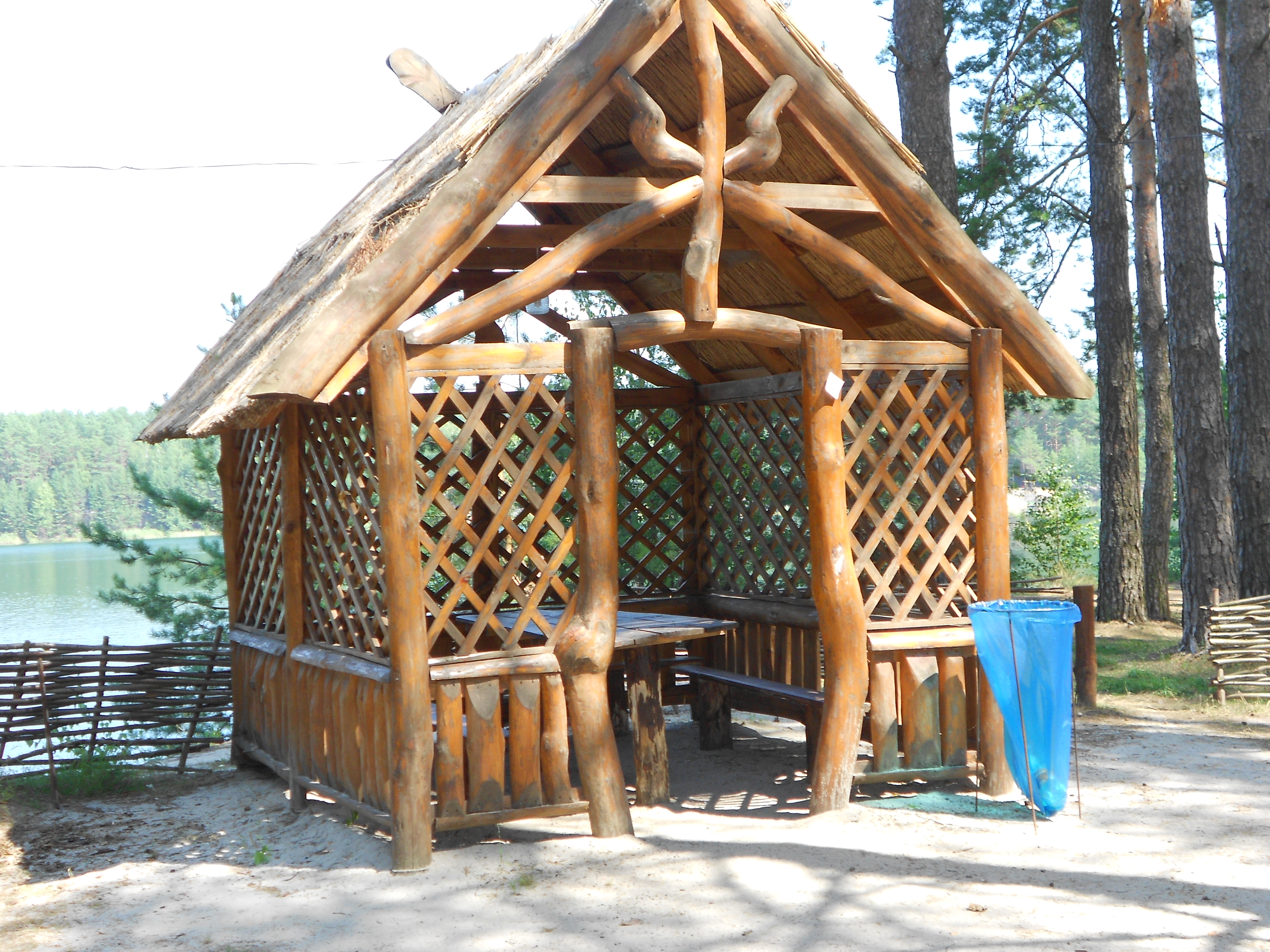
альтанка біля кафе
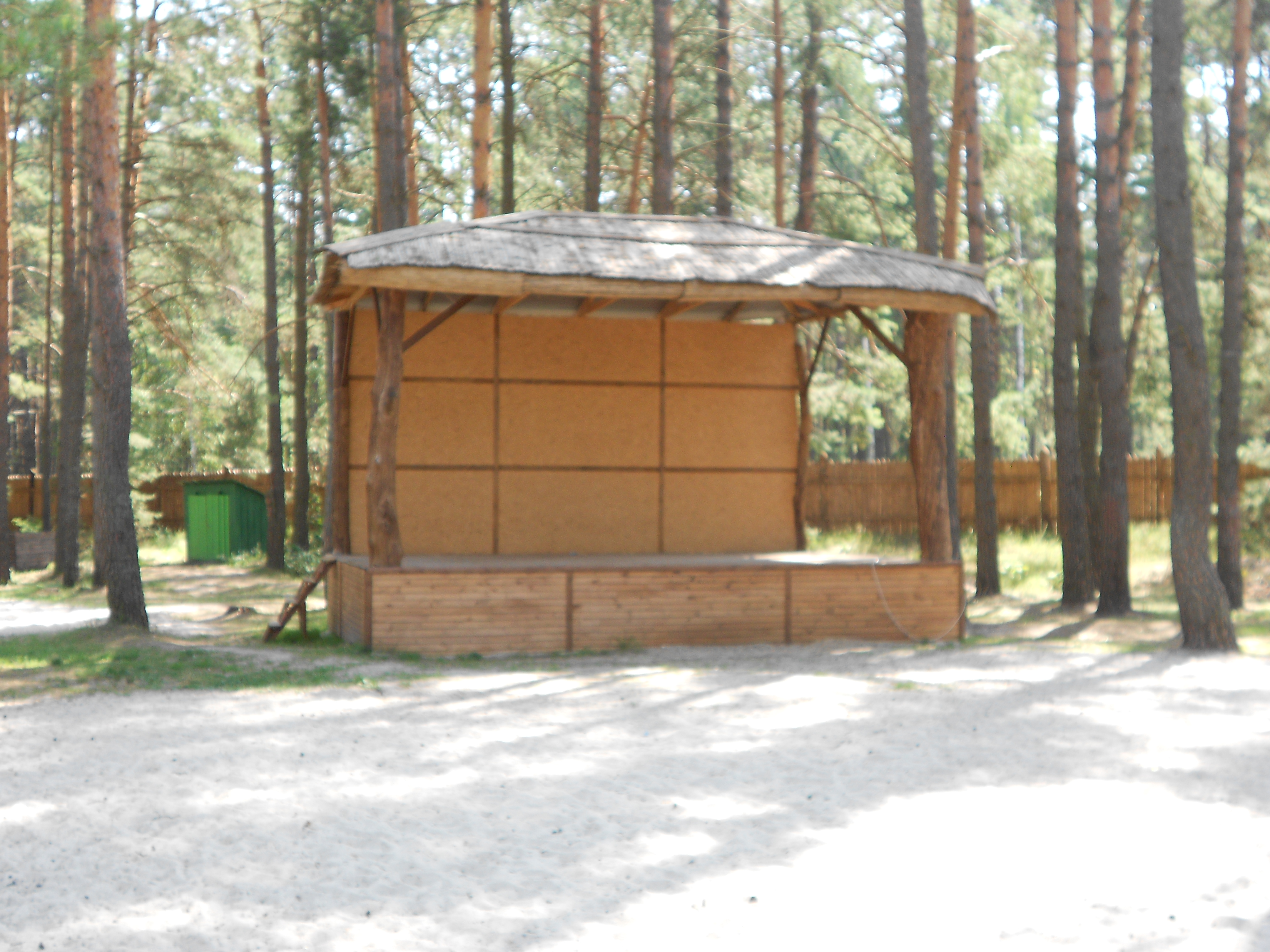
сцена, Голубі озера, 2013
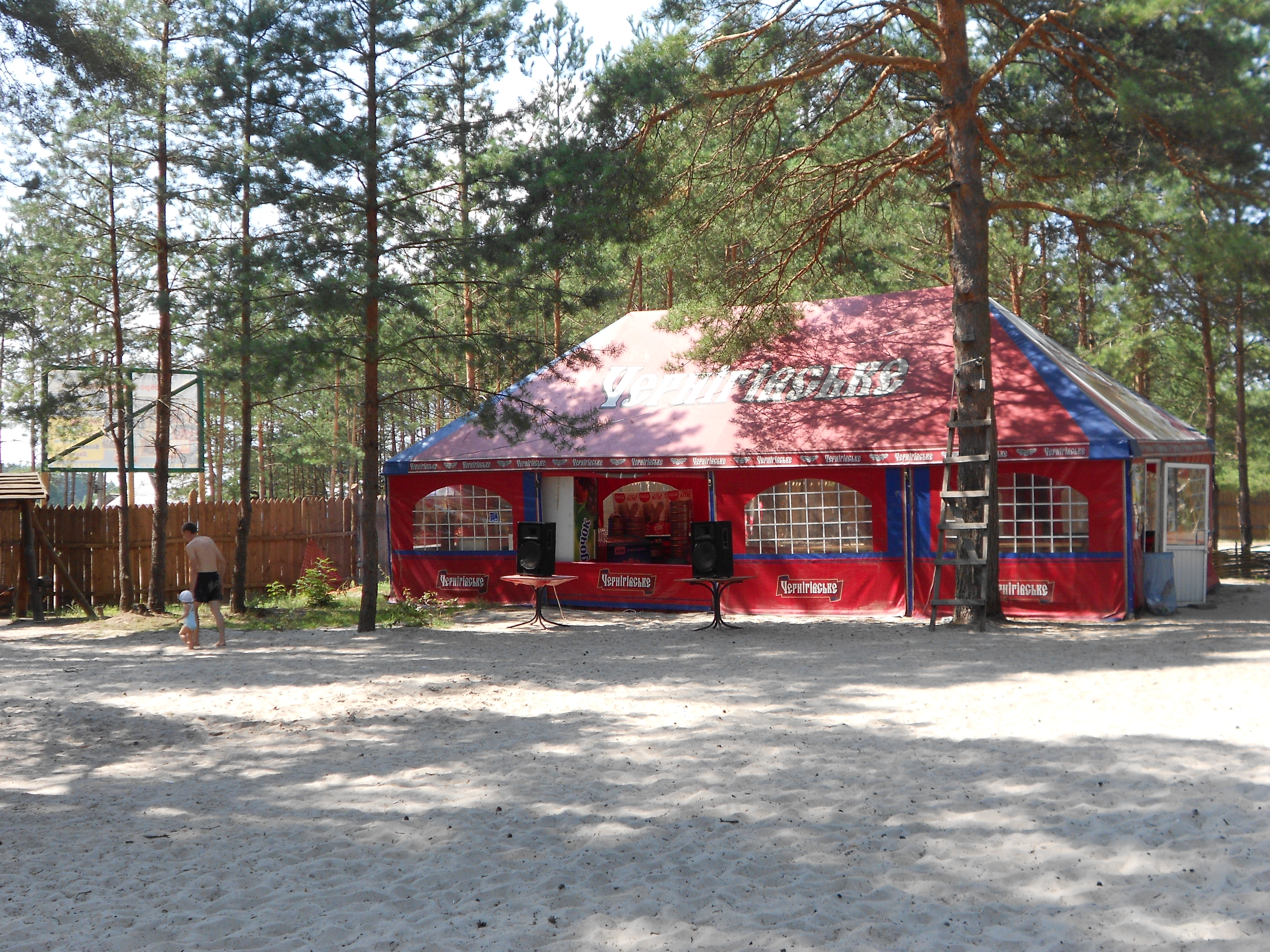
кафе, озеро Велике, Голубі озера, 2013
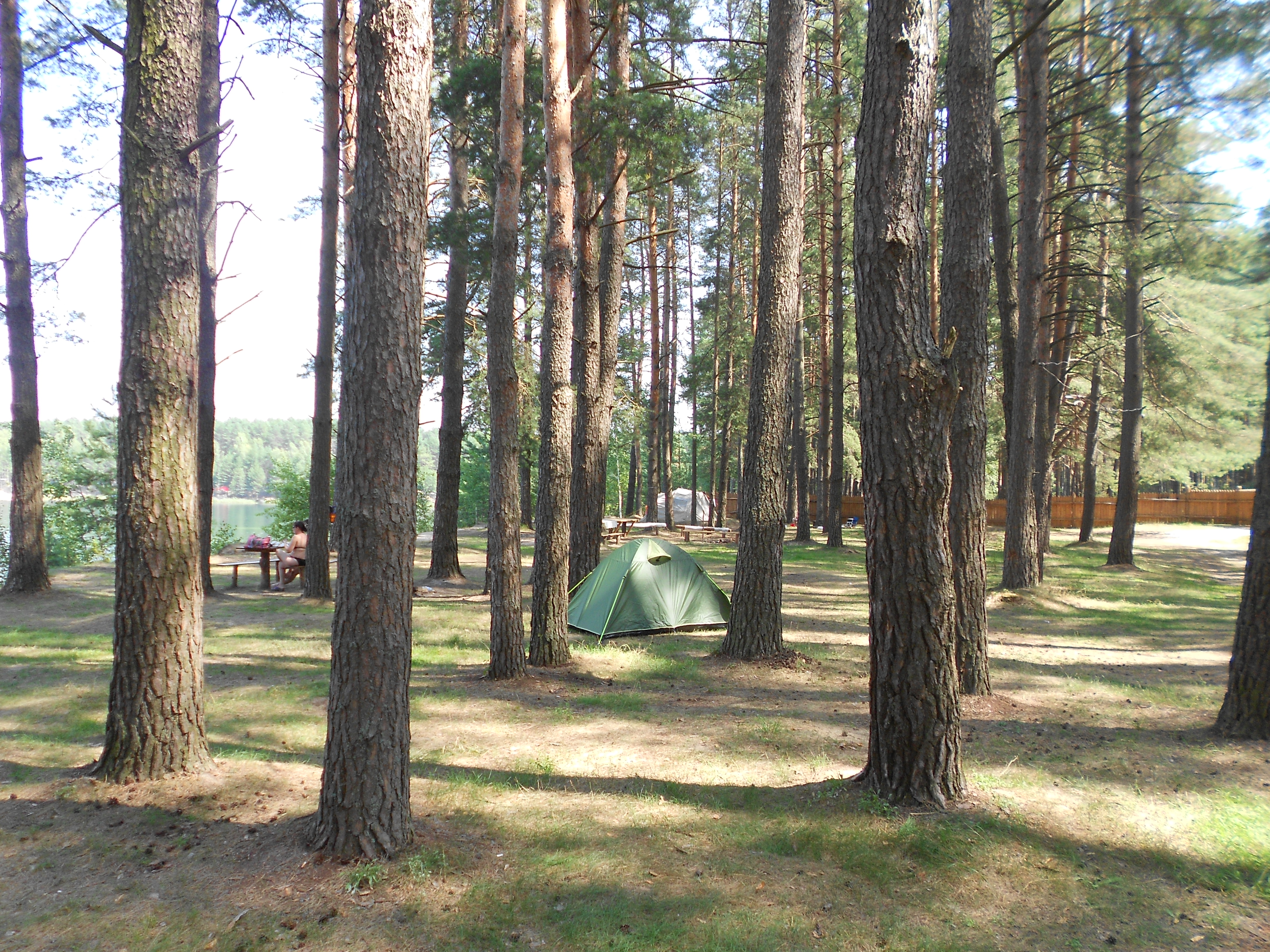
намети біля озера Велике, Голубі озера, 2013
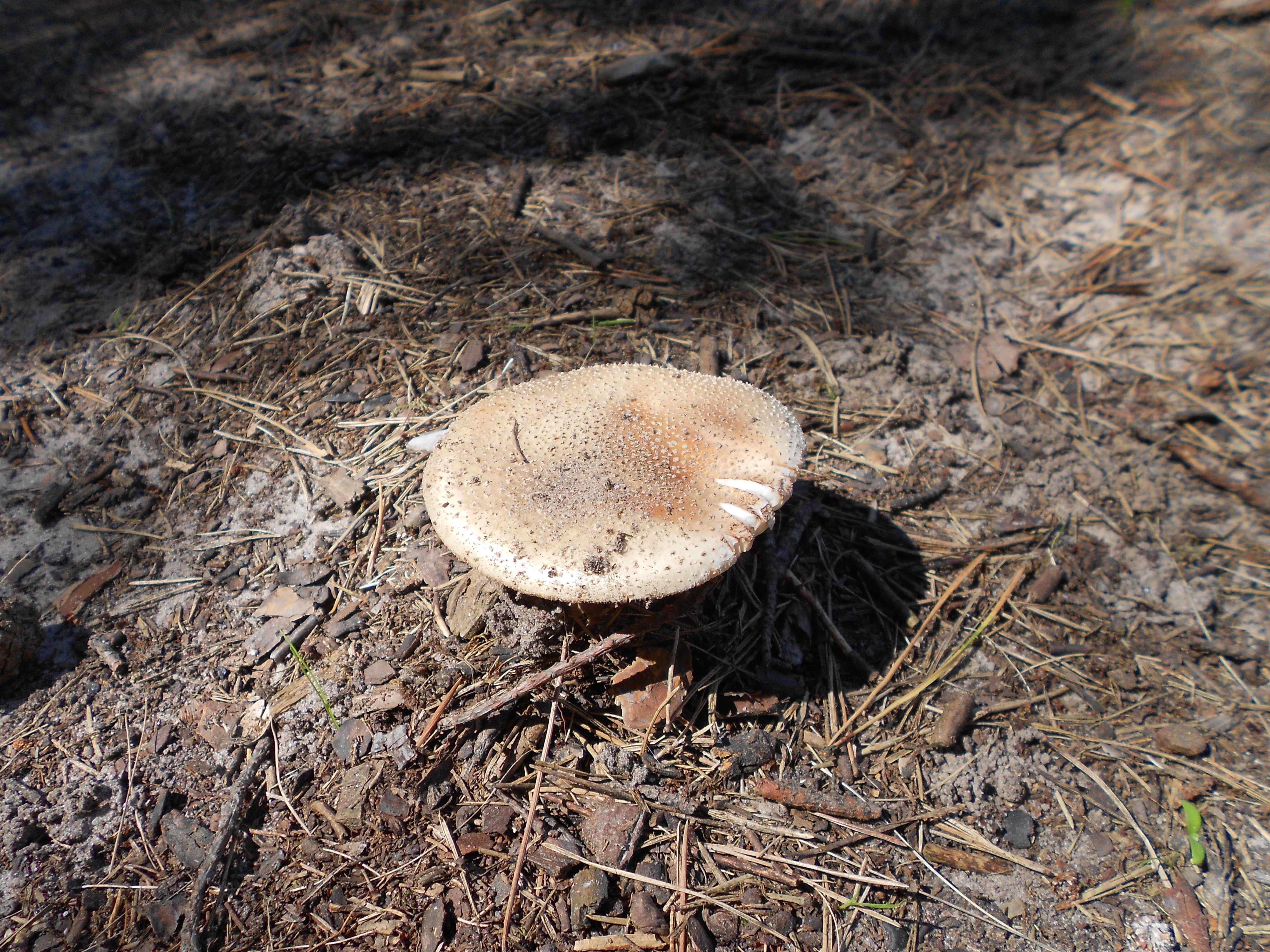
Гриб. Озеро Велике, Голубі озера, 2013
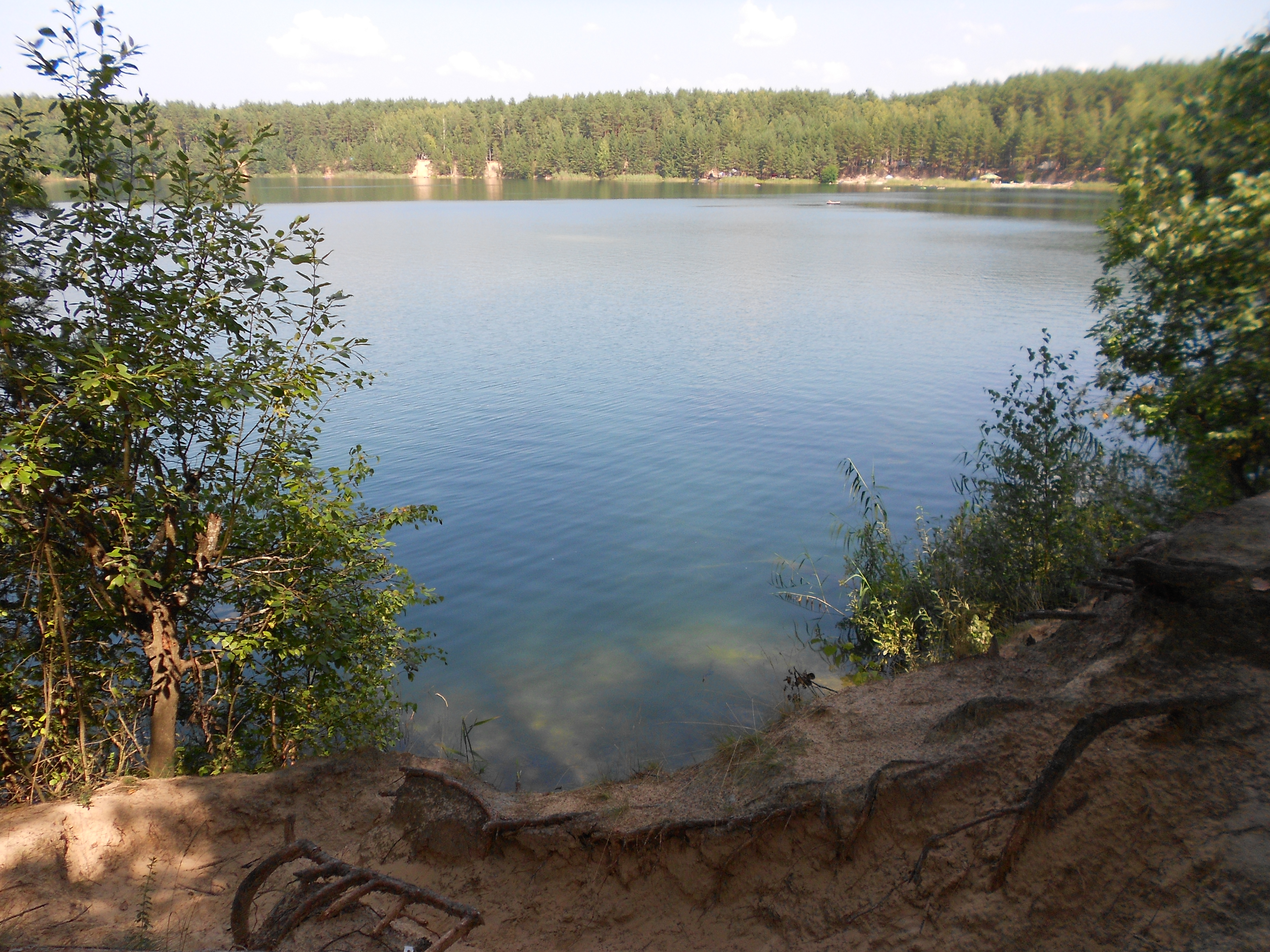
озеро Велике, Голубі озера, 2013
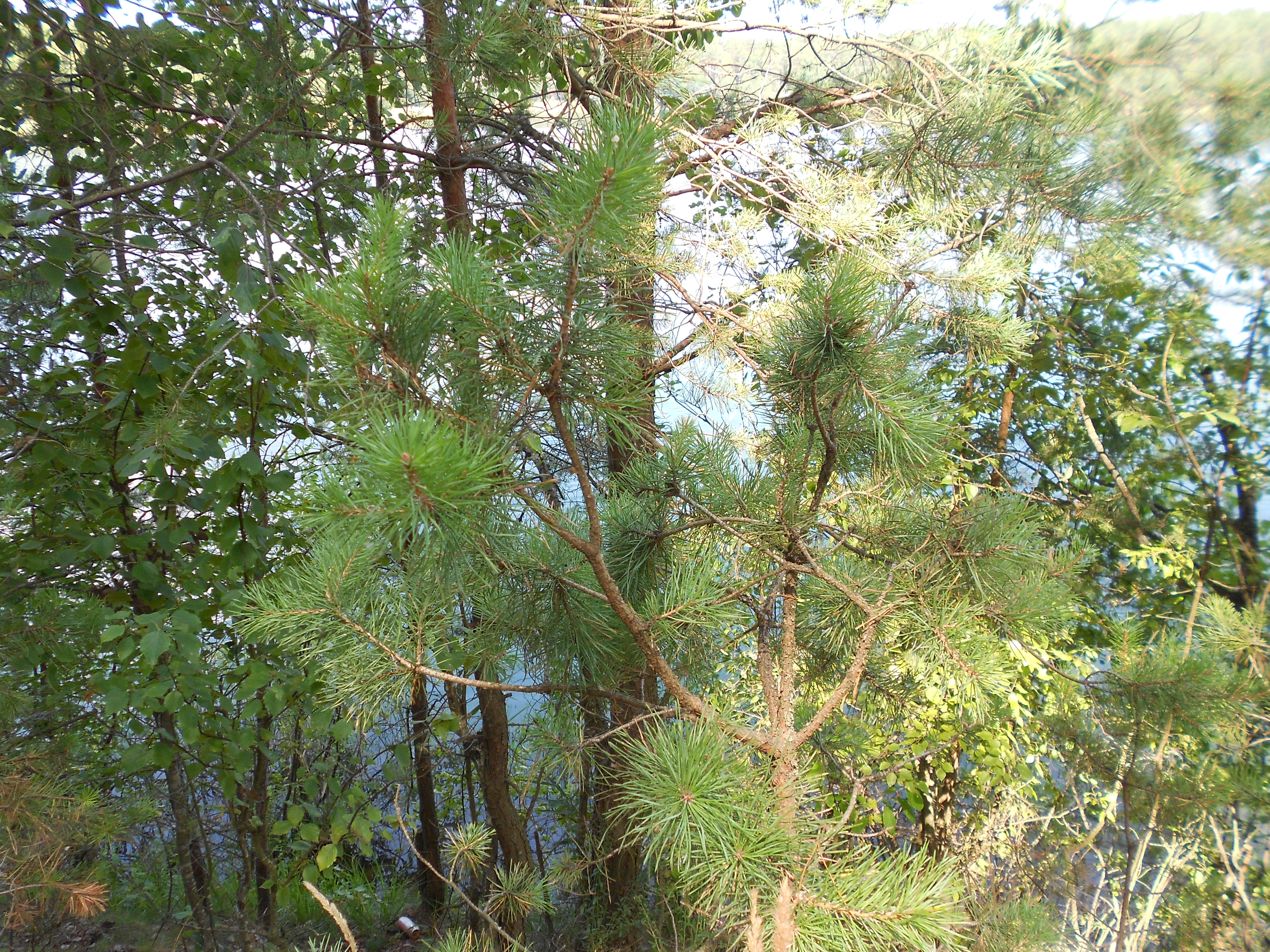
озеро Велике, Голубі озера, 2013
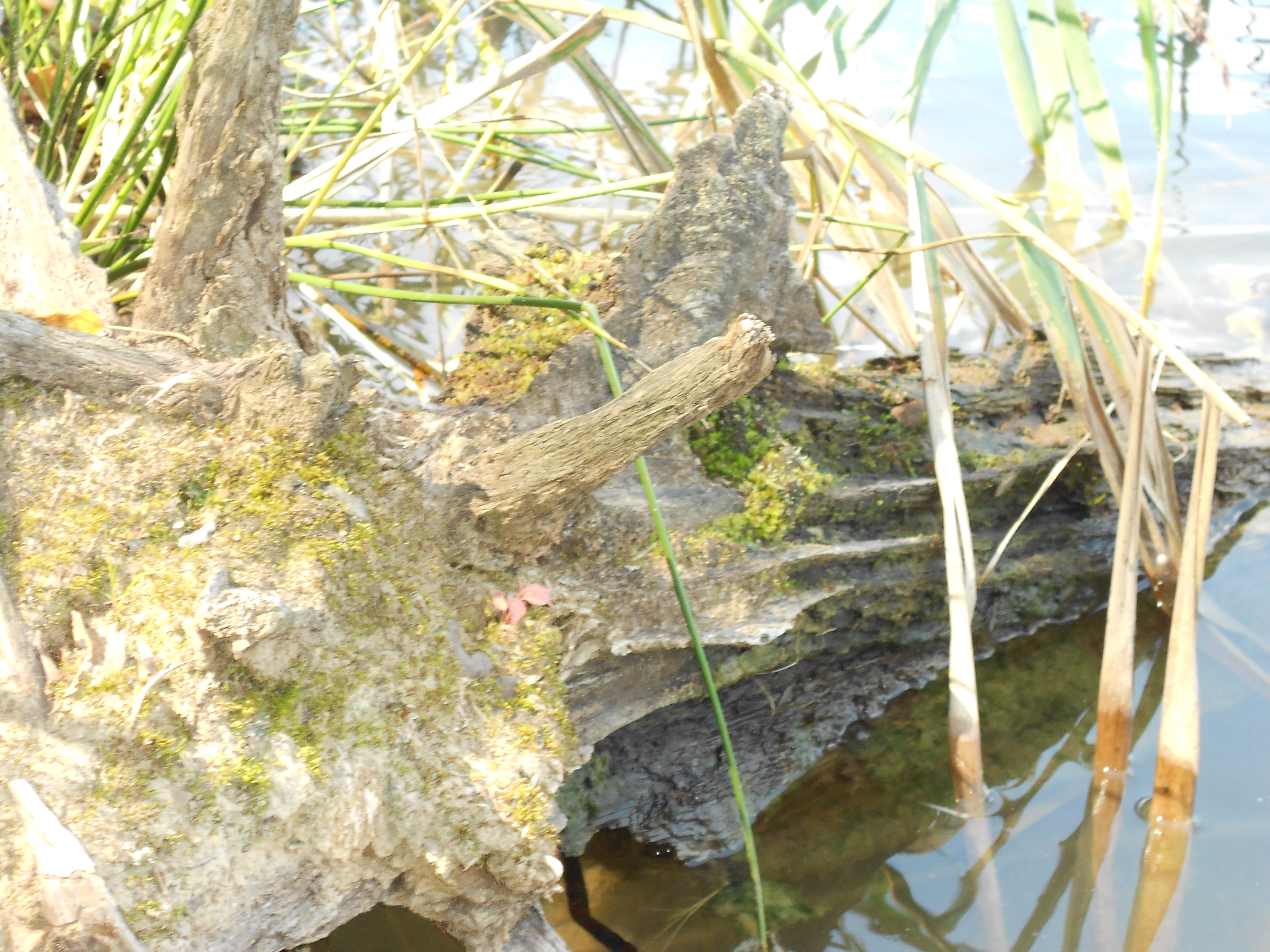
озеро Велике, Голубі озера, 2013
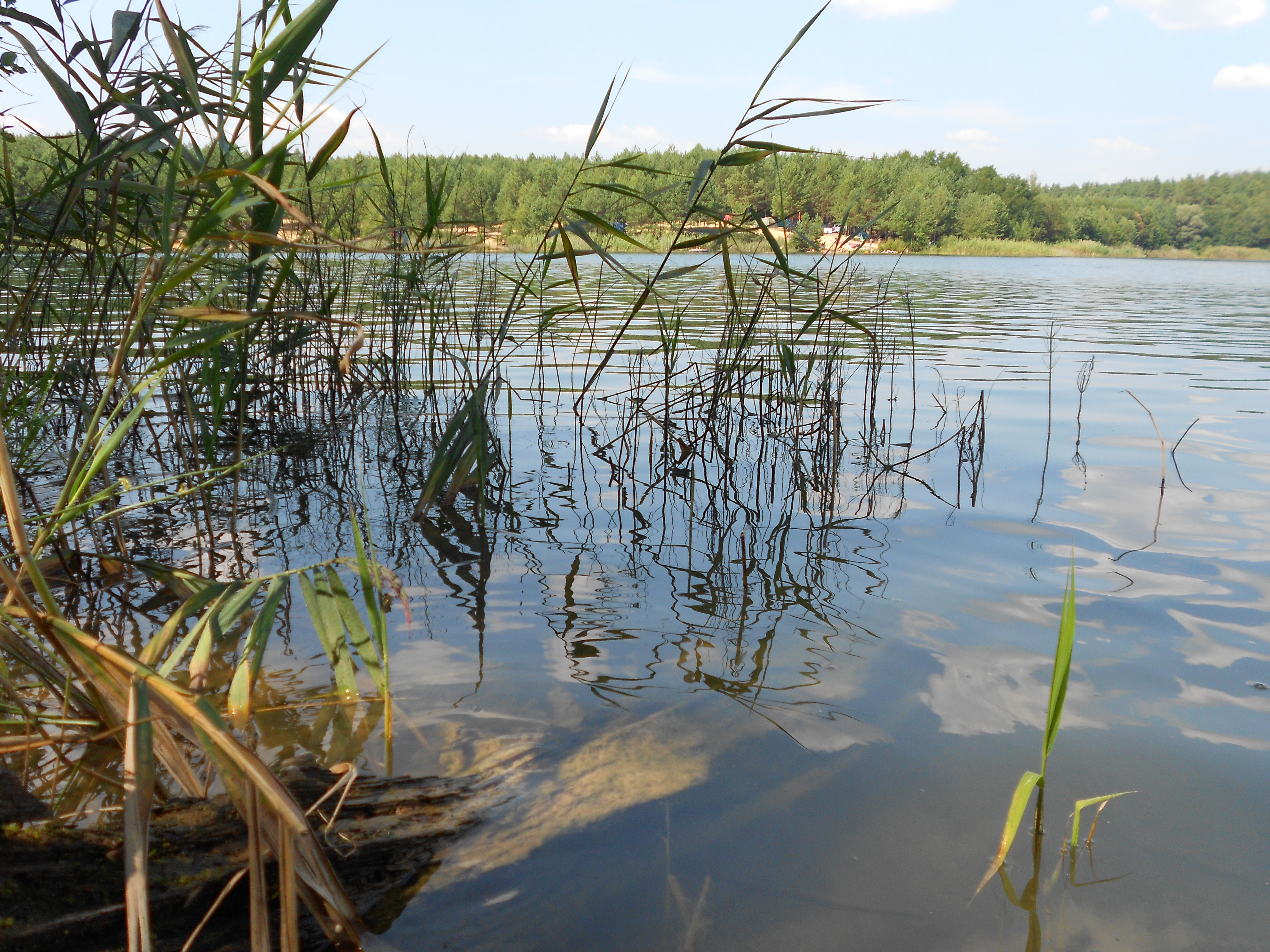
трава в озері Велике
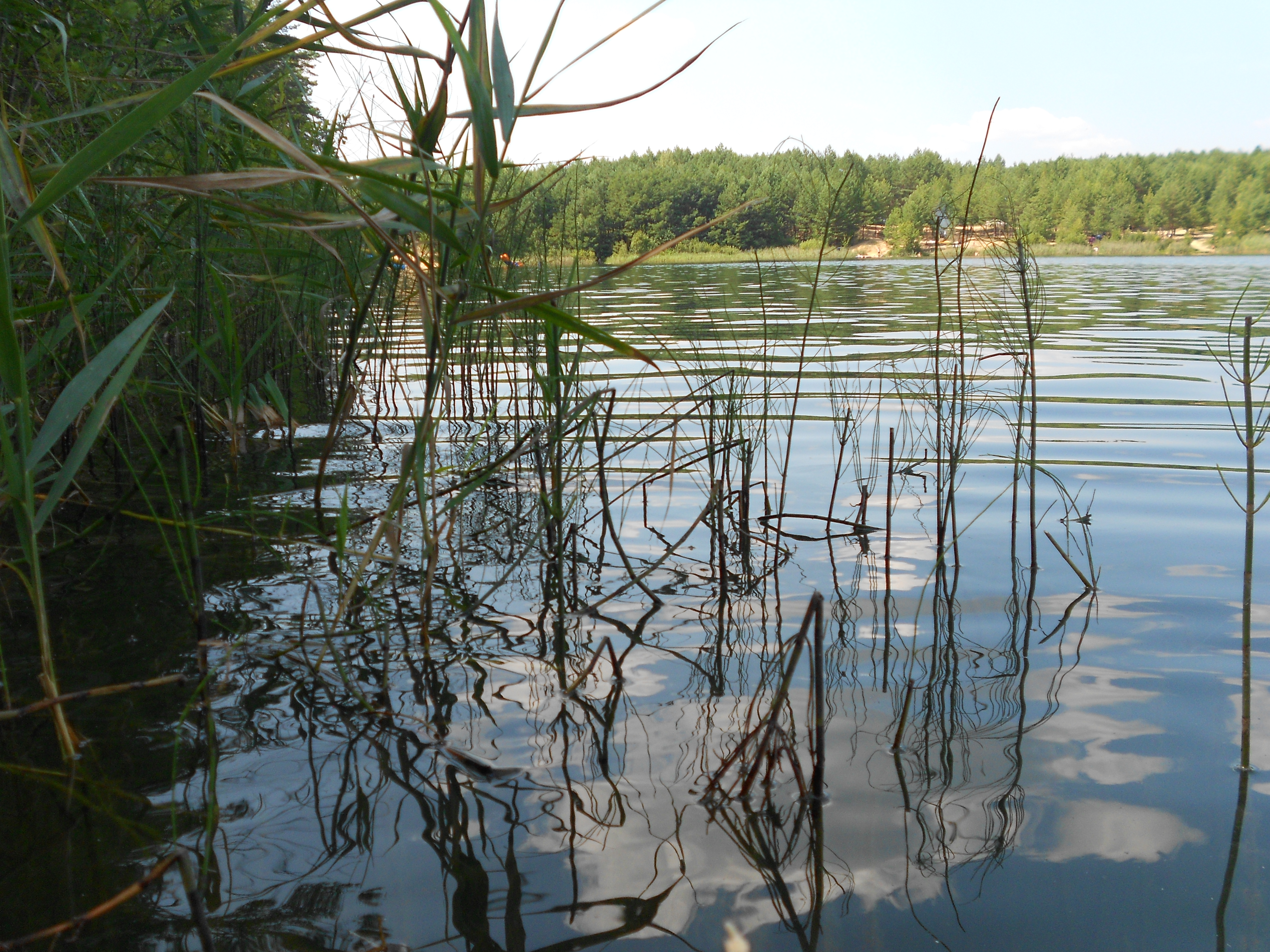
трава в озері Велике
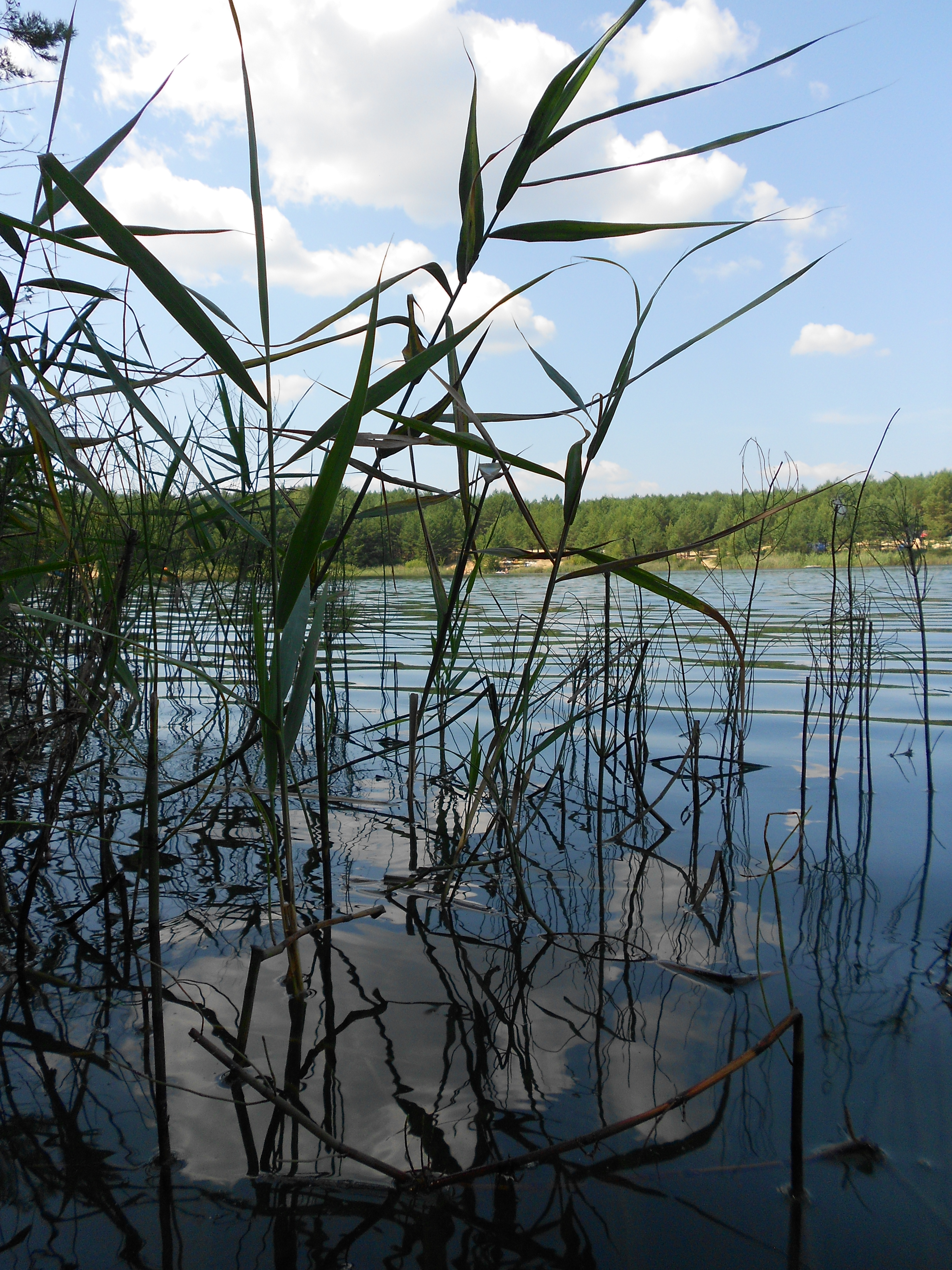
трава в озері Велике
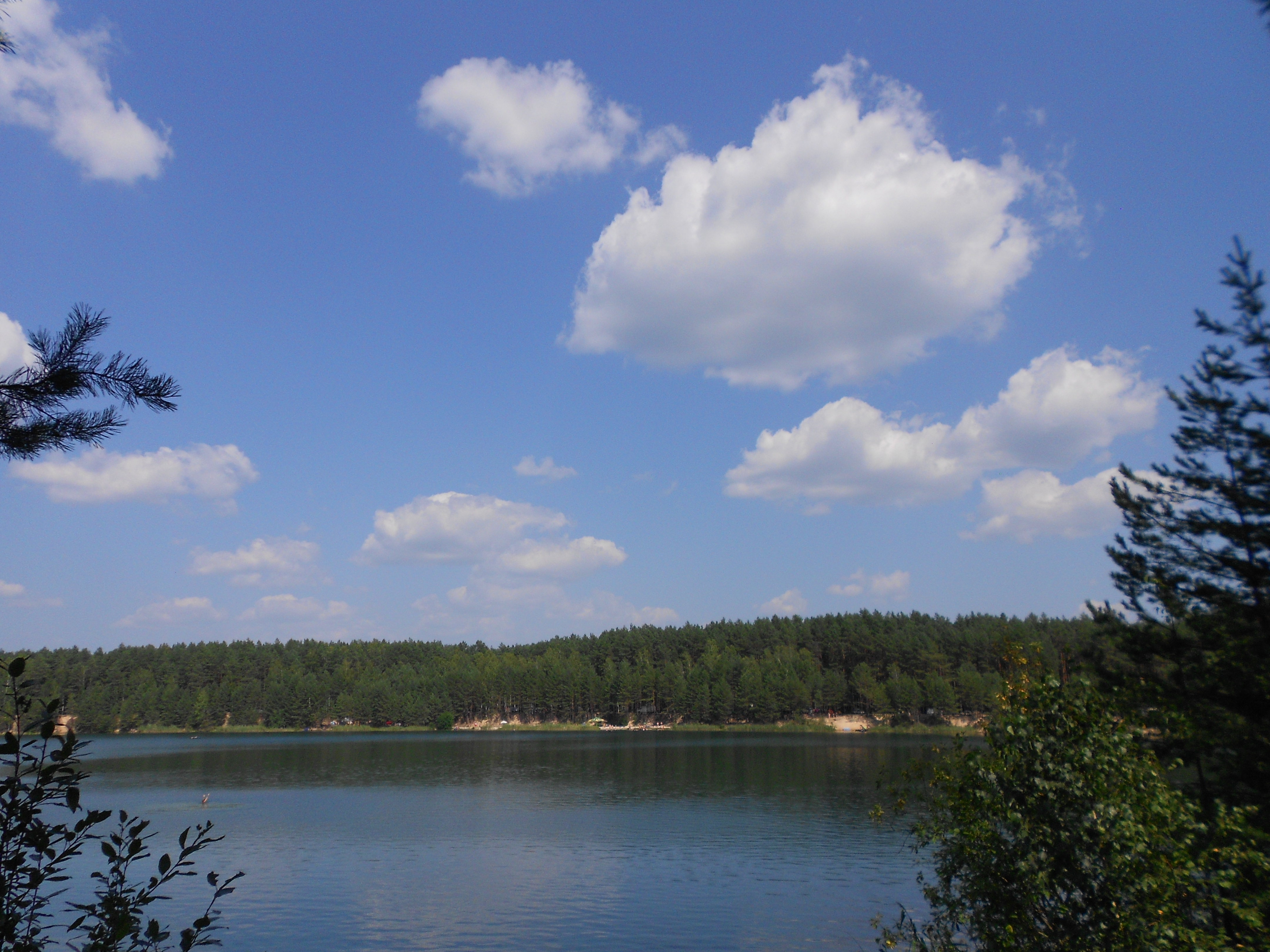
озеро Велике, Голубі озера, 2013
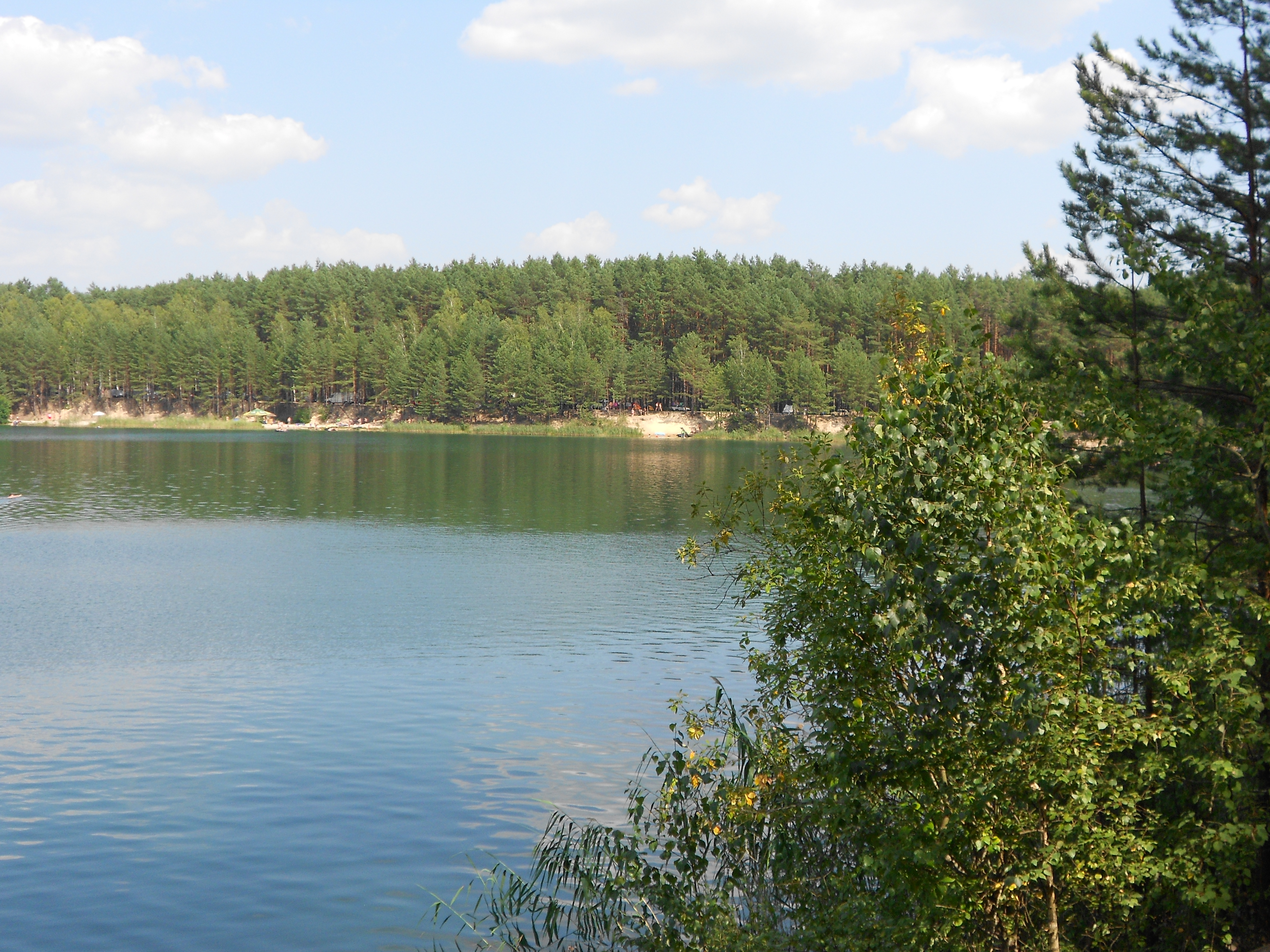
озеро Велике, Голубі озера, 2013
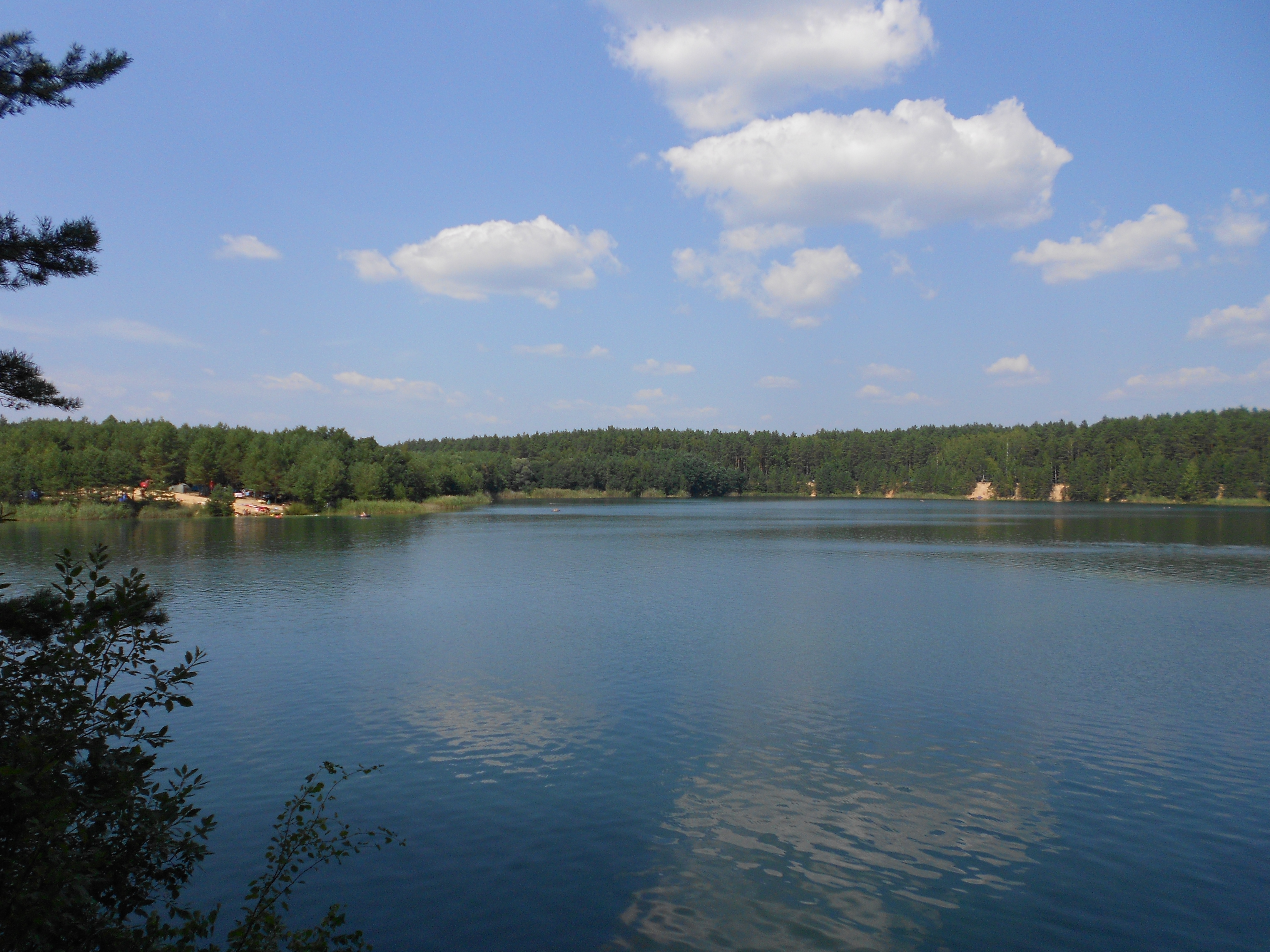
центр озера
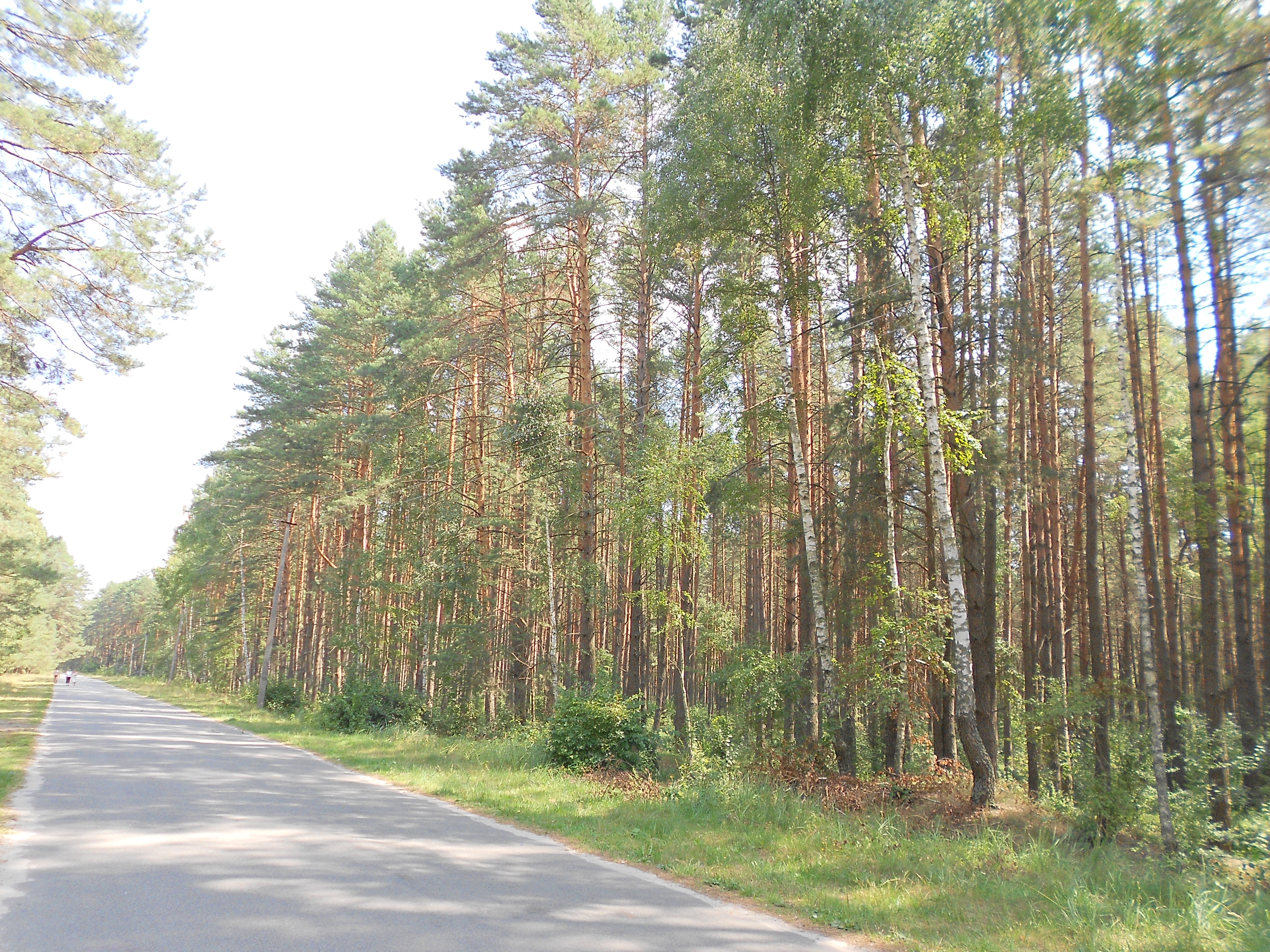
Ліс. Озеро Велике, Голубі озера, 2013.
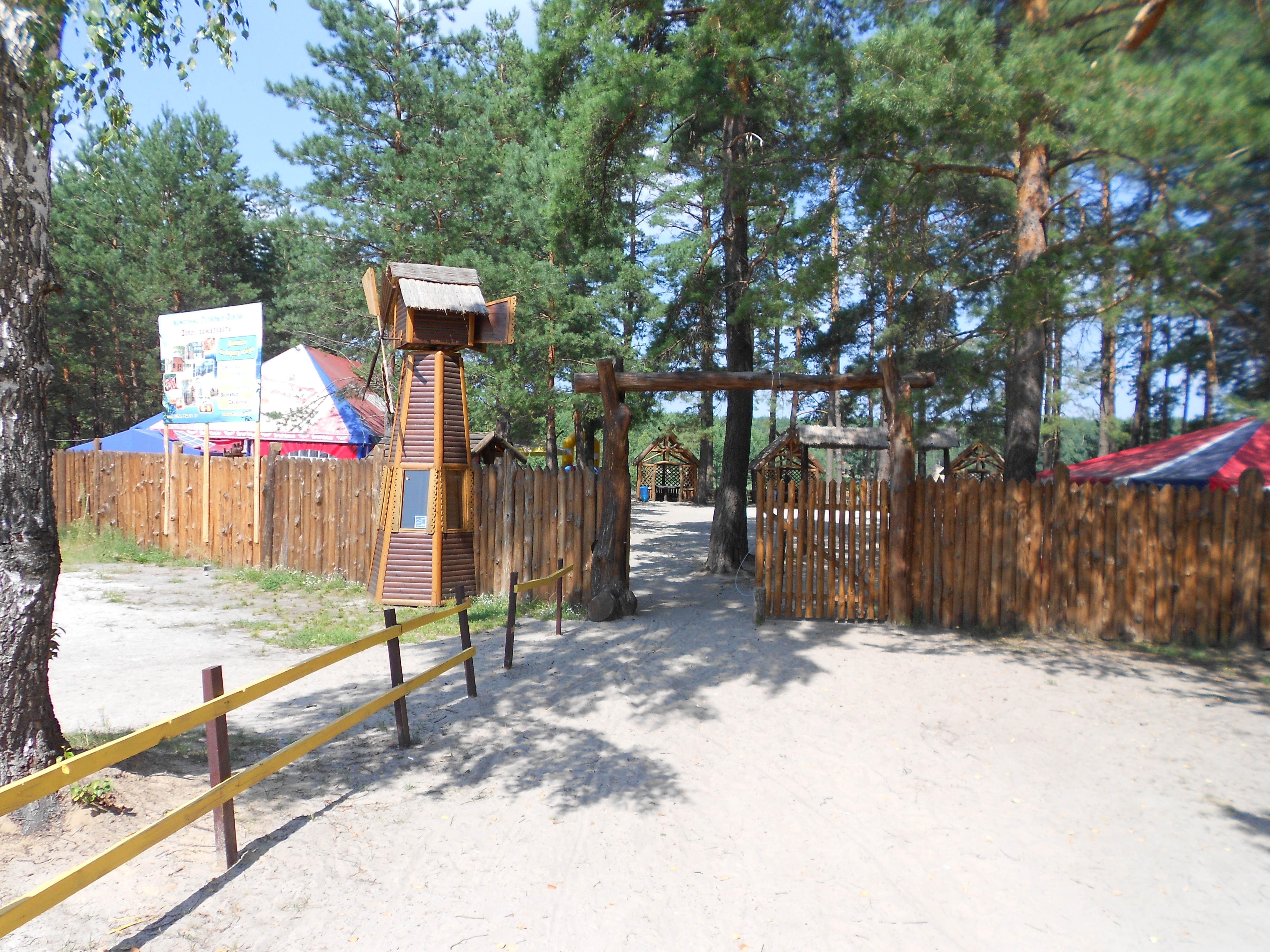
Центральний вхід. Озеро Велике, Голубі озера, 2013.
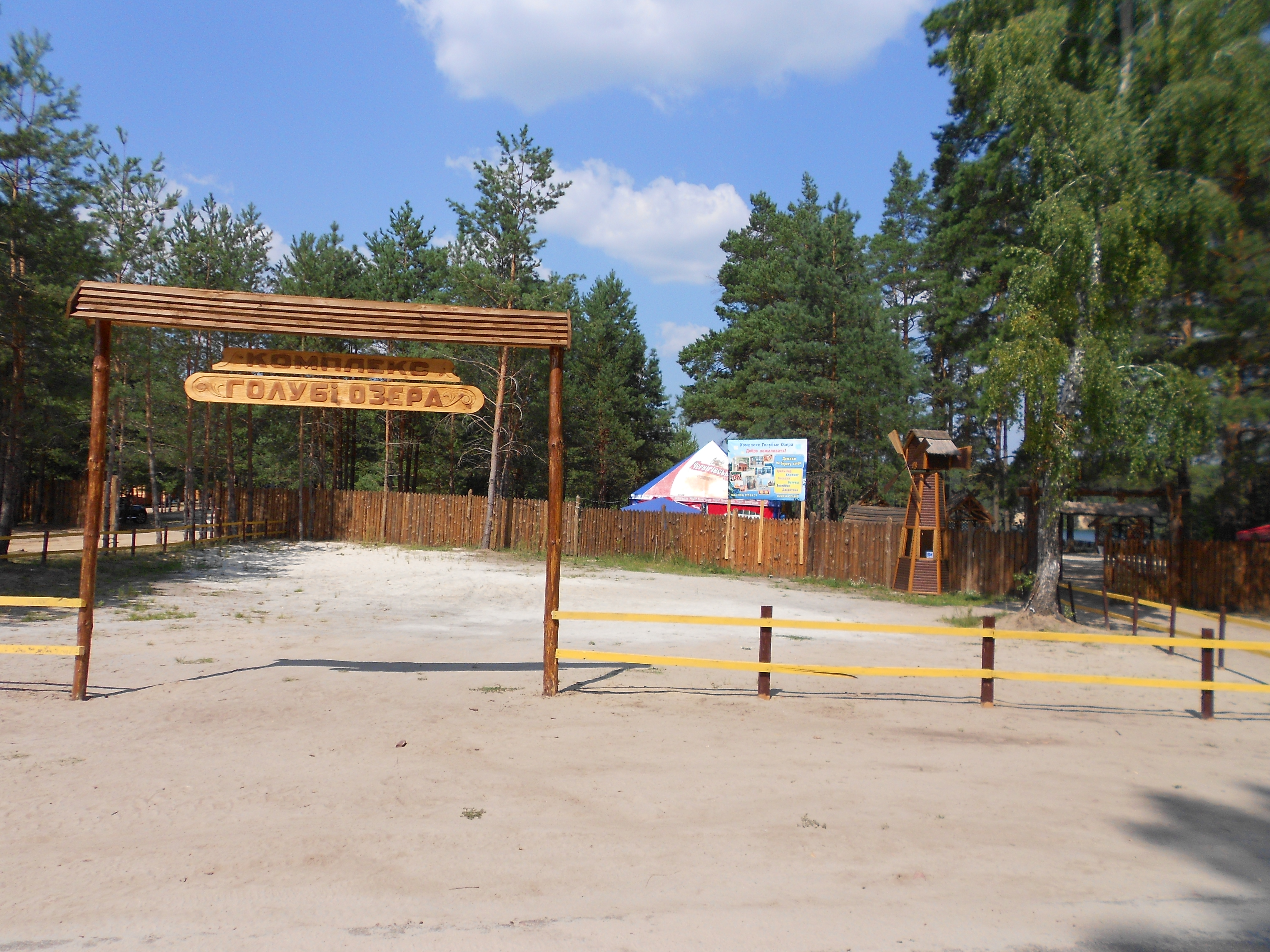
Вивіска біля центрального входу.
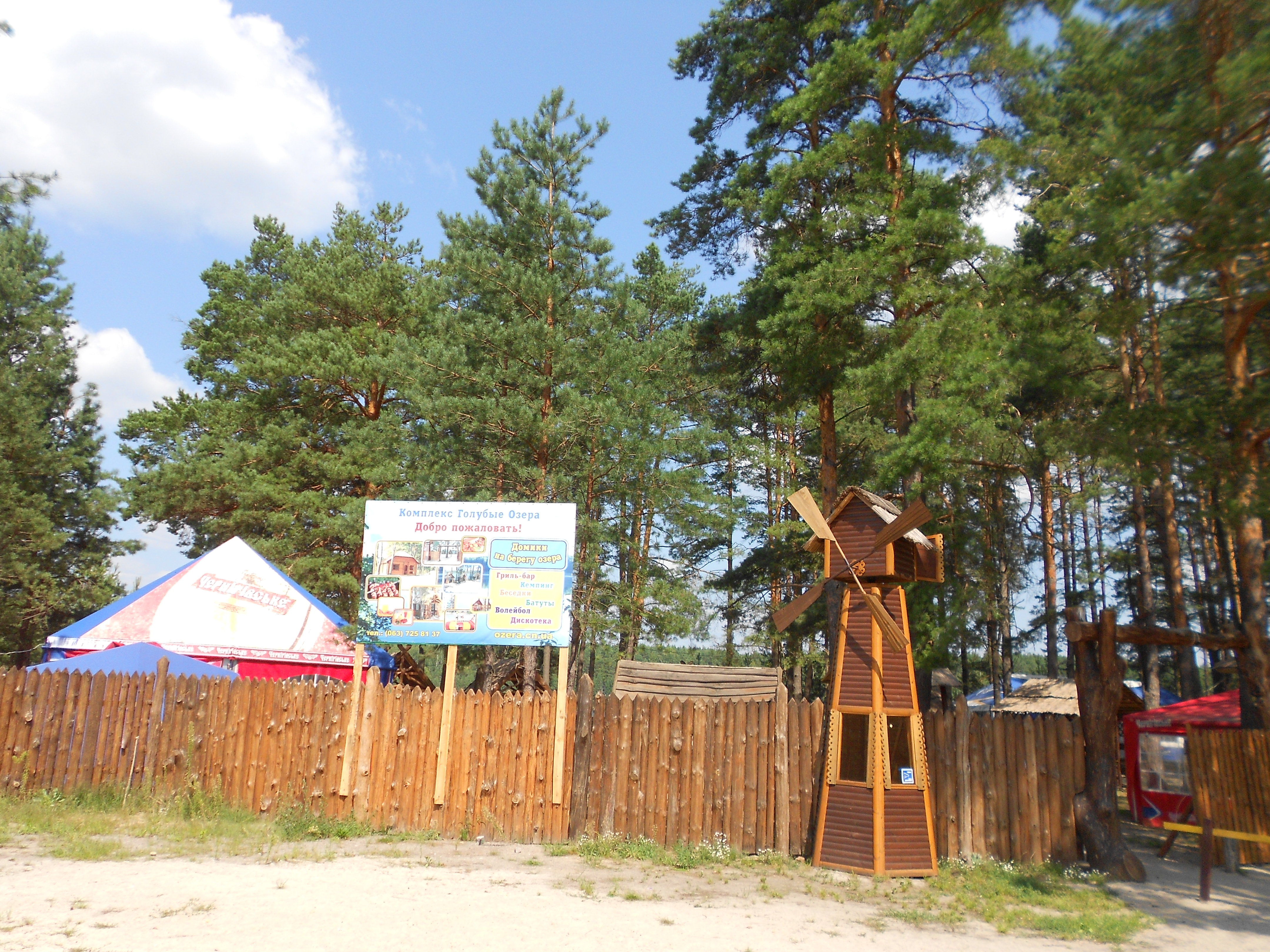
Вітряк.
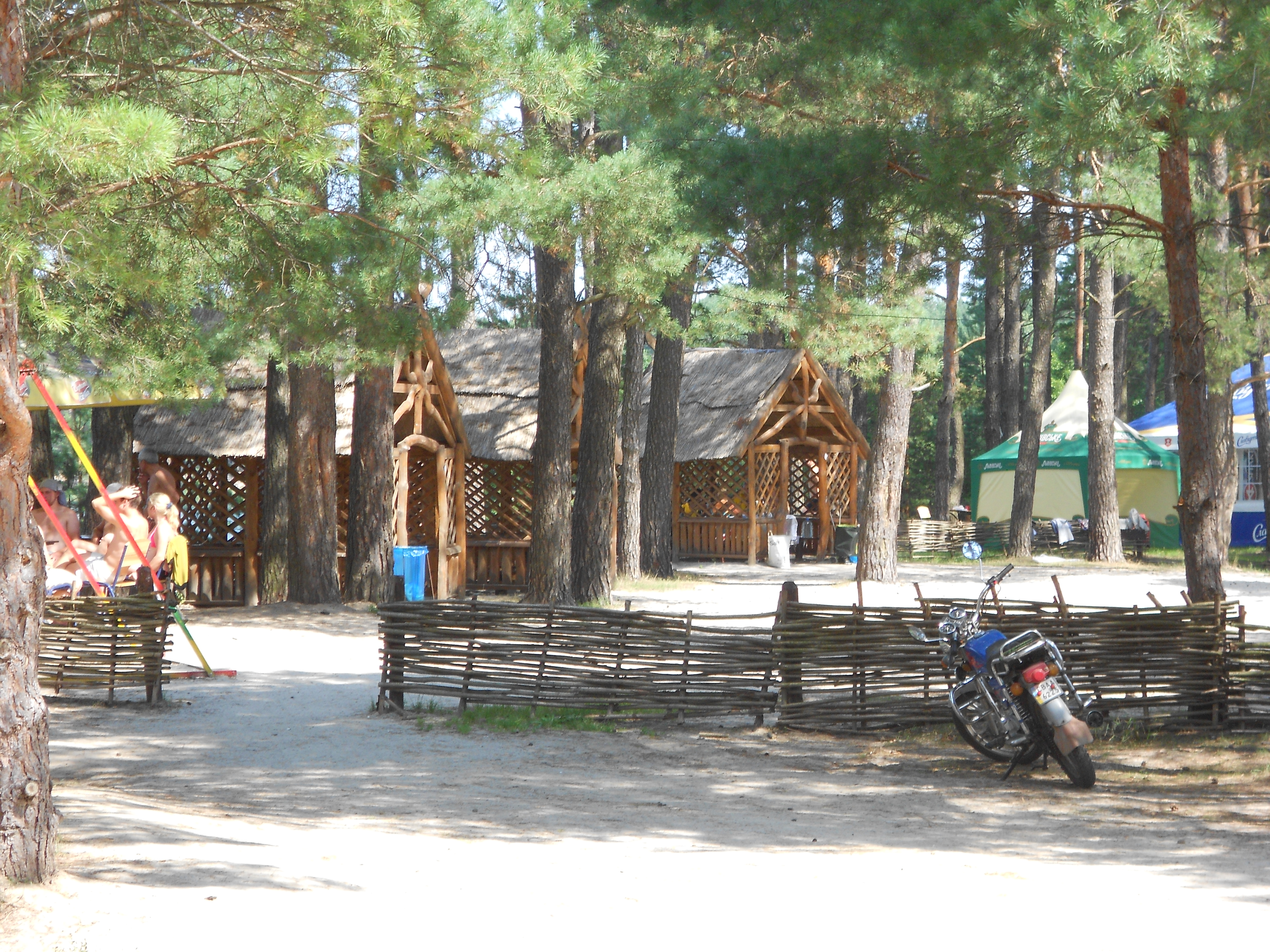
Альтанки
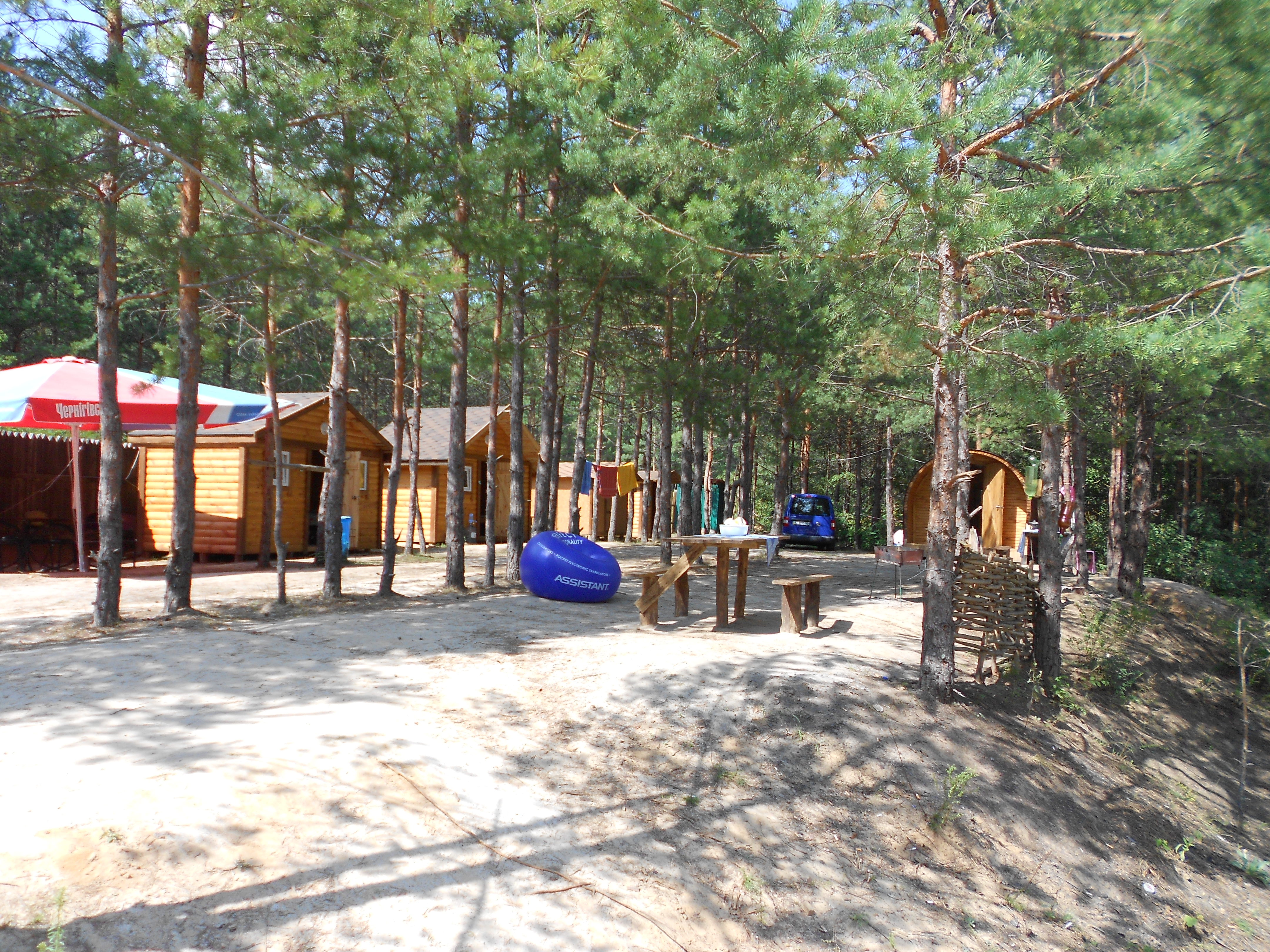
Будиночки для відпочивальників.
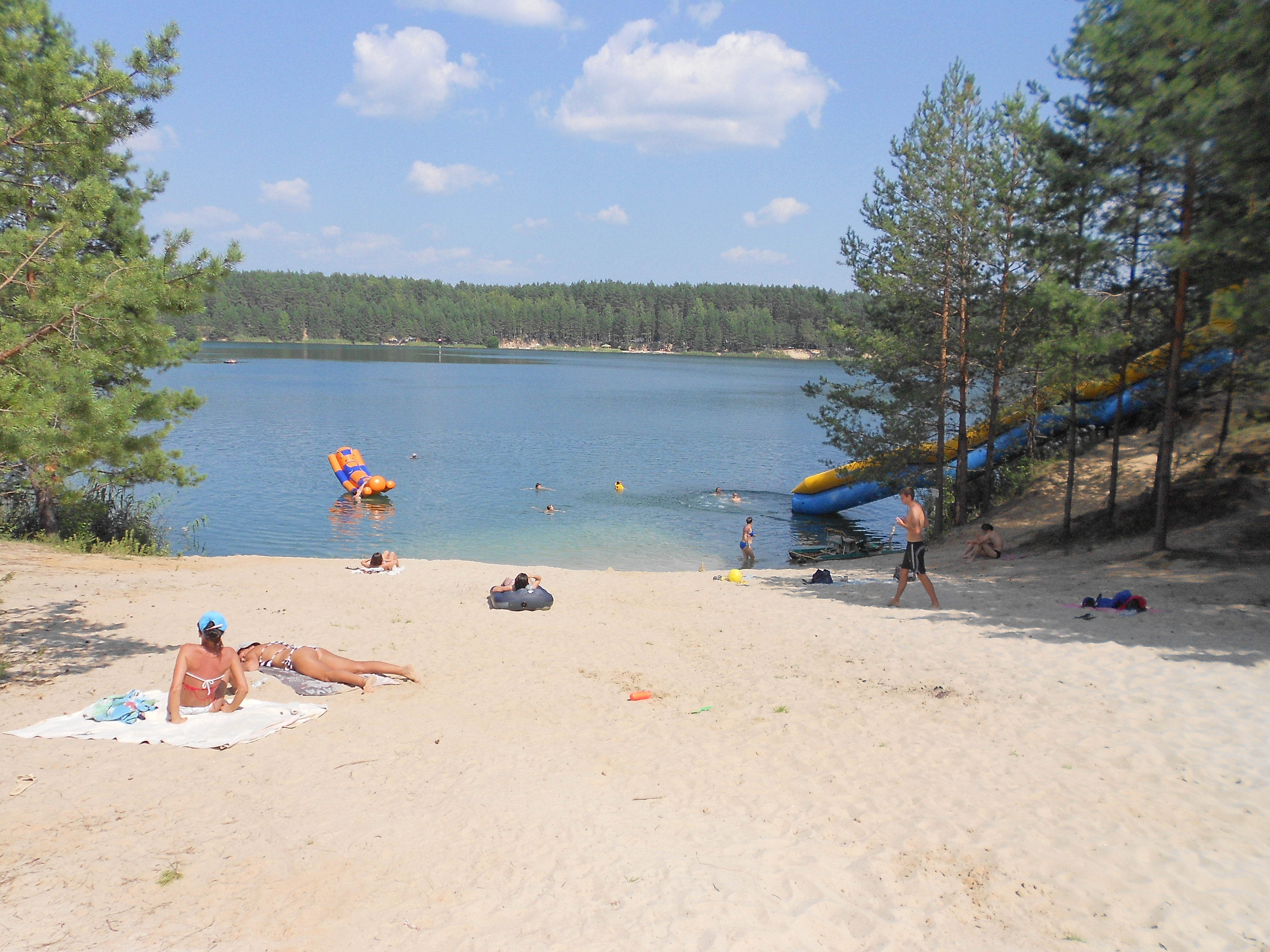
Центральний пляж. Озеро Велике, Голубі озера, 2013.
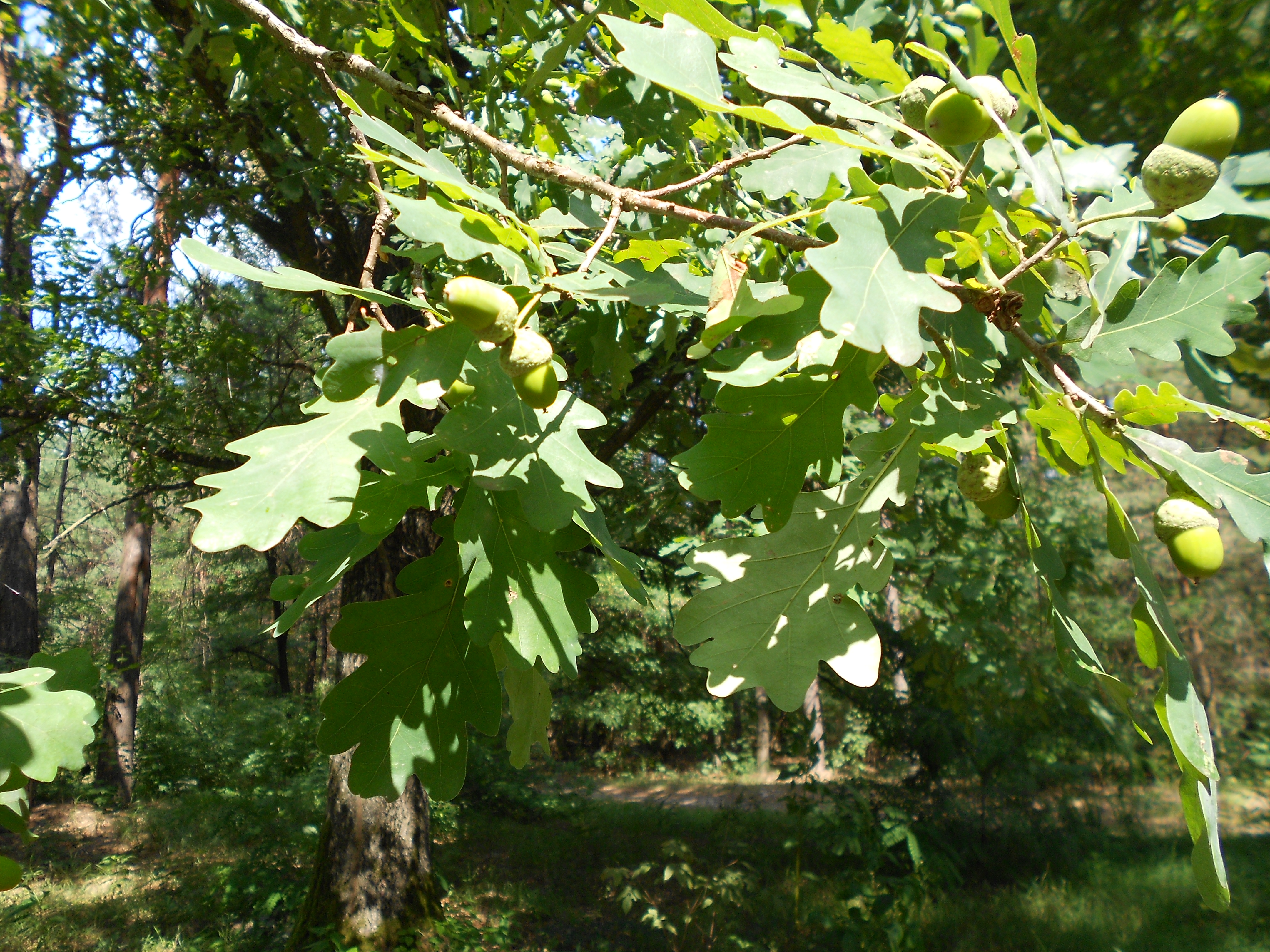
Жолуді.